# Союз ТМ-9
Союз ТМ-9 — радянський пілотований космічний корабель (КК) серії «Союз ТМ», типу 7К-СТМ, індекс ГРАУ 11Ф732. Серійний номер 60. Міжнародні реєстраційні номери: NSSDC ID: 1990-014A; NORAD ID: 20494.
Восьмий пілотований політ корабля серії «Союз ТМ» до орбітальної станції Мир. 9-й пілотований політ до орбітальної станції Мир, 128-й пілотований політ, 121-й орбітальний політ, 69-й радянський політ.
Корабель замінив Союз ТМ-8 як рятувальний апарат у зв'язку з обмеженою тривалістю експлуатації корабля.

### Інші польоти
Під час польоту корабля Союз ТМ-9:
- тривали польоти орбітальних комплексів:

- радянської орбітальної станції Салют-7 з пристикованим транспортним кораблем постачання Космос-1686 (ТКС-4);
- радянської орбітальної станції Мир з пристикованим транспортним космічним кораблем Союз ТМ-8;

- до орбітального комплексу Мир було пристиковано модуль Кристал;

- відбулись польоти:

- американських шатлів Атлантіс (STS-36), Діскавері (STS-31);
- радянських вантажних космічних кораблів Прогрес М-3 і Прогрес-42;

- почався політ радянського транспортного космічного корабля Союз ТМ-10.

## Екіпаж

### Екіпаж на старті
- Командир Соловйов Анатолій Якович (2й космічний політ)
- Бортінженер Баландін Олександр Миколайович (1й космічний політ)

#### Дублерний екіпаж
- Командир Манаков Геннадій Михайлович
- Бортінженер Стрекалов Геннадій Михайлович

#### Запасний екіпаж
- Командир Ляхов Володимир Афанасійович
- Бортінженер Зайцев Андрій Євгенович

### Екіпаж при посадці
- Командир Соловйов Анатолій Якович
- Бортінженер Баландін Олександр Миколайович

## Політ

### Запуск Союзу ТМ-9
11 лютого 1990 о 06:16:00 UTC з космодрому Байконур ракетою-носієм Союз-У2 (11А511У2) було запущено космічний корабель Союз ТМ-9 з екіпажем: командир Соловйов Анатолій Якович, бортінженер Баландін Олександр Миколайович.
У цей час на орбіті перебували: орбітальна станція Мир з пристикованим космічним кораблем Союз ТМ-8 і орбітальна станція Салют-7 з пристикованим транспортним кораблем постачання Космос-1686 (ТКС-4).

### Стикування Союзу ТМ-9
13 лютого 1990 о 06:37:47 UTC космічний корабель Союз ТМ-9 пристикувався до заднього стикувального вузла модуля Квант орбітального комплексу Мир+Союз ТМ-8.
Після стикування на станції перебували: командир п'ятого основного екіпажу Вікторенко Олександр Степанович, бортінженер п'ятого основного екіпажу Серебров Олександр Олександрович, командир шостого основного екіпажу Соловйов Анатолій Якович, бортінженер шостого основного екіпажу Баландін Олександр Миколайович.

### Відстикування Союзу ТМ-8
19 лютого 1990 о 01:06:20 UTC космічний корабель Союз ТМ-8 з екіпажем — командир Вікторенко Олександр Степанович, бортінженер Серебров Олександр Олександрович — відстикувався від перехідного відсіку базового блоку орбітального комплексу Союз ТМ-9+Мир.
Після відстикування на станції залишився шостий основний екіпаж: командир Соловйов Анатолій Якович, бортінженер Баландін Олександр Миколайович.

### Посадка Союзу ТМ-8
19 лютого 1990 о 03:40:53 UTC корабель Союз ТМ-8 увімкнув двигуни на гальмування для сходу з орбіти і о 04:36:18 UTC приземлився за 55 км на північний схід від міста Аркалик.

### Перестикування Союзу ТМ-9
21 лютого 1990 о 03:56:01 UTC космічний корабель Союз ТМ-9 з шостим основним екіпажем станції (ЕО-6) — командир Соловйов Анатолій Якович, бортінженер Баландін Олександр Миколайович — відстикувався від заднього стикувального вузла модуля Квант комплексу Мир. О 04:15:23 UTC космічний корабель Союз ТМ-9 з екіпажем пристикувався до перехідного відсіку базового блоку орбітального комплексу Мир. Перестикуванням було звільнено задній стикувальний вузол модуля Квант для прийому вантажного корабля Прогрес М-3.

### Прогрес М-3
28 лютого 1990 о 23:10:57 UTC з космодрому Байконур ракетою-носієм Союз-У2 (11А511У2) було запущено вантажний космічний корабель Прогрес М-3.
3 березня 1990 о 01:04:32 UTC Прогрес М-3 пристикувався до заднього стикувального вузла модуля Квант орбітального комплексу Мир+Союз ТМ-9. Корабель доставив заміну приладам станції, зокрема нові буферні батареї, компоненти електричної системи і комп'ютерні плати.
Установку нового обладнання космонавти почали 7 березня.
27 квітня 1990 о 20:24:43 UTC вантажний космічний корабель Прогрес М-3 відстикувався від заднього стикувального вузла модуля Квант орбітального комплексу Мир+Союз ТМ-9.
28 квітня 1990 о 00:00 UTC корабель увімкнув двигуни на гальмування для сходу з орбіти і о 00:52 UTC згорів у щільних шарах атмосфери.

### Прогрес-42
5 травня 1990 о 20:44:01 UTC з космодрому Байконур ракетою-носієм Союз-У2 (11А511У2) було запущено вантажний космічний корабель Прогрес-42 — останній, 43й корабель серії Прогрес. Запуск корабля затримав підключення комп'ютера «Салют-5Б», доставленого на модулі Квант-2, оскільки Прогрес-42 міг працювати тільки зі старою системою «Аргон-16Б».
7 травня 1990 о 22:45:03 UTC Прогрес-42 пристикувався до заднього стикувального вузла модуля Квант орбітального комплексу Мир+Союз ТМ-9.
27 травня 1990 о 07:08:58 UTC вантажний космічний корабель Прогрес-42 відстикувався від заднього стикувального вузла модуля Квант орбітального комплексу Мир+Союз ТМ-9.
27 травня 1990 об 11:40 UTC корабель увімкнув двигуни на гальмування для сходу з орбіти і о 12:27:30 UTC згорів у щільних шарах атмосфери.

### Перестикування Союзу ТМ-9
28 травня 1990 об 11:45:13 UTC космічний корабель Союз ТМ-9 основним екіпажем станції (ЕО-6)(ЕО-6) — командир Соловйов Анатолій Якович, бортінженер Баландін Олександр Миколайович — відстикувався від перехідного відсіку базового блоку орбітального комплексу Мир. О 12:11:17 UTC космічний корабель Союз ТМ-9 з екіпажем пристикувався до заднього стикувального вузла модуля Квант орбітального комплексу Мир. Перестикуванням було звільнено передній стикувальний вузол базового блоку орбітального комплексу Мир для прийому модуля Кристал.

### Кристал
31 травня 1990 о 10:33:20 UTC з космодрому Байконур ракетою-носієм Протон-К (8К82К) було запущено модуль Кристал.
6 червня 1990 не вдалось здійснити стикування внаслідок збою в роботі системи орієнтації модуля. Вимушене відкладення стикування затримало посадку шостого основного екіпажу станції на 10 діб для запуску систем модуля Кристал і ремонту пошкодженого теплозахисту корабля Союз ТМ-9.
10 червня 1990 о 10:47:22 UTC модуль Кристал пристикувався до переднього стикувального вузла базового блоку орбітального комплексу Мир+Союз ТМ-9.
11 червня 1990 модуль Кристал з допомогою власного маніпулятора було перестиковано від переднього (поздовжнього) стикувального вузла базового блоку орбітального комплексу Мир+Союз ТМ-9 до нижнього (надірного) стикувального вузла базового блоку. Модуль відновив рівновагу комплексу, втрачену після стикування модуля Квант-2 до верхнього (зенітного) стикувального вузла базового блоку 8 грудня 1989. Кристал призначався переважно для експериментів зі створення нових матеріалі в умовах невагомості, також модуль мав обладнання для біологічних, астрофізичних досліджень і спостережень за Землею.
Модуль масою 19,6 тонн додав до станції 61 м³ герметичного об'єму і панелі сонячних батарей площею 72 м², що збільшило потужність електропостачання до 8,3 кВт. Кристал складався з приладово-вантажного і приладово-стикувального відсіків, і мав три стикувальні вузли — один поздовжжній для стикування зі станцією, другий поздовжній для стикування з кораблями типу Буран, третій бічний не використовувався під час експлуатації станції.

### Перестикування Союзу ТМ-9
3 липня 1990 о 22:07:04 UTC космічний корабель Союз ТМ-9 основним екіпажем станції (ЕО-6) — командир Соловйов Анатолій Якович, бортінженер Баландін Олександр Миколайович — відстикувався від заднього стикувального вузла модуля Квант комплексу Мир. О 22:31:12 UTC космічний корабель Союз ТМ-9 з екіпажем пристикувався до перехідного відсіку базового блоку орбітального комплексу Мир. Перестикуванням було звільнено задній стикувальний вузол модуля Квант для прийому транспортного корабля Союз ТМ-10.

### Перший вихід у відкритий космос
17 липня 1990 о 13:06 UTC шостий основний екіпаж станції (ЕО-6) — командир Соловйов Анатолій Якович, бортінженер Баландін Олександр Миколайович — почав вихід у відкритий космос для ремонту теплозахисту космічного корабля Союз ТМ-9.
Три з восьми теплозахисних ковдр відокремились біля теплозахисного щита, але залишались прикріпленими за свої верхні краї. Космонавти вийшли зі шлюзової камери модуля Квант-2 і після 1,5 години з використанням пари затискачів, прикріплених до поручнів, а також страхувальних тросів, досягли багатопортової частини базового модуля. Екіпаж приєднав до Кванта-2 драбини, щоб досягти місця ушкодження на кораблі. Космонавти виявили, що спускний модуль у гарному стані, однак теплозахист був зімнутим, що унеможливлювало приєднання до апарата. Екіпаж зімпровізував і склав дві з трьох ковдр удвоє. На той час від початку виходу минуло 6,5 годин, ресурси скафандрів закінчувались, тому космонавти залишили інструменти і драбини на місці ремонту й терміново повернулись до шлюзової камери. екіпажу довелось повертатись неосвітленою поверхнею модуля Квант-2. У шлюзовій камері виявилось, що зовнішній люк не закривається, космонавти закрили внутрішній люк до центрального відсіку (розширеної шлюзової камери) модуля Квант-2 (усього модуль Квант-2 мав три відсіки і 4 люки).
О 20:22 екіпаж закінчив перший вихід у відкритий космос тривалістю 7 годин 16 хвилин.

### Другий вихід у відкритий космос
26 липня 1990 об 11:15 UTC шостий основний екіпаж станції (ЕО-6) — командир Соловйов Анатолій Якович, бортінженер Баландін Олександр Миколайович — почав другий вихід у відкритий космос, розгерметизувавши центральний відсік. Після кількох спроб закрити зовнішній люк, космонавти передали зображення пошкодженої петлі до ЦУПу і перемістились до багатопортової частини базового модуля для прибирання інструментів, терміново залишених під час попереднього виходу. Екіпаж видалив частину пошкодженого шарніру люка і встановив його між люком і рамою, що полегшило відкривання-закривання люку.
О 14:46 екіпаж закінчив вихід у відкритий космос тривалістю 3 години 31 хвилину.

### Запуск Союзу ТМ-10
1 серпня 1990 о 09:32:21 UTC з космодрому Байконур ракетою-носієм Союз-У2 (11А511У2) було запущено космічний корабель Союз ТМ-10 з екіпажем — командир Манаков Геннадій Михайлович, бортінженер Стрекалов Геннадій Михайлович.

### Стикування Союзу ТМ-10
3 серпня 1990 об 11:45:44 UTC космічний корабель Союз ТМ-10 пристикувався до заднього стикувального вузла модуля Квант орбітального комплексу Мир.
Після стикування на станції перебували: командир шостого основного екіпажу Соловйов Анатолій Якович, бортінженер шостого основного екіпажу Баландін Олександр Миколайович, командир сьомого основного екіпажу Манаков Геннадій Михайлович, бортінженер сьомого основного екіпажу Стрекалов Геннадій Михайлович.
На кораблі було доставлено 4 перепілки, під час польоту до станції перепілки знесли яйця.

### Відстикування Союзу ТМ-9
9 серпня 1990 о 04:08:49 UTC космічний корабель Союз ТМ-9 з екіпажем — командир Соловйов Анатолій Якович, бортінженер Баландін Олександр Миколайович — відстикувався від перехідного відсіку базового блоку орбітального комплексу Союз ТМ-10+Мир.
Після відстикування на станції залишився сьомий основний екіпаж: командир Манаков Геннадій Михайлович, бортінженер Стрекалов Геннадій Михайлович.

### Посадка Союзу ТМ-9
9 серпня 1990 о 06:39:54 UTC корабель Союз ТМ-9 увімкнув двигуни на гальмування для сходу з орбіти. Для зменшення імовірності відривання пошкодженого теплозахисту Орбітальний і агрегатний відсіки було відокремлено одночасно (зазвичай першим відокремлювався орбітальний відсік). О 07:33:57 UTC спускний модуль приземлився за 70 км на північний схід від міста Аркалик.
В модулі повернулись перепілки і 130 кг результатів експериментів.

## Галерея

Вигляд станції на початку польоту Союзу ТМ-9 (на схемі відсутній) — згори Квант-2, зліва базовий блок, справа Квант
Модуль Кристал
Маніпулятор Лапа, що використовувався для перестикування модуля
Вигляд станції по закінченні польоту Союзу ТМ-9 (на схемі відсутній) — згори Квант-2, знизу Кристал, зліва базовий блок, справа Квант